# Feliks (hrabia Monpezat)
Feliks Glücksburg (duń. Felix Henrik Valdemar Christian; ur. 22 lipca 2002, Kopenhaga) – hrabia Monpezat, wnuk królowej Danii, Małgorzaty II. Jest drugim synem księcia Danii, Joachima Glücksburga, oraz jego pierwszej żony, Aleksandry Manley. Obecnie zajmuje siódme miejsce w linii sukcesji do duńskiego tronu – za swoim starszym bratem, Mikołajem, a przed swoim przyrodnim bratem – Henrykiem.

## Życiorys
Urodził się 22 lipca 2002 roku w szpitalu Rigshospitalet w Kopenhadze jako drugie dziecko księcia Danii, Joachima Glücksburga, oraz jego pierwszej żony, Aleksandry Manley. Po swoich narodzinach zajął czwarte miejsce w linii sukcesji do duńskiego tronu – za swoim stryjem, ojcem i starszym bratem – Mikołajem.
Został ochrzczony w wierze luterańskiej 4 października 2002 roku w kościele Møgeltønder. Jego rodzicami chrzestnymi zostali: hrabia Christian Ahlefeldt-Laurvig, Oscar Davidsen Siesby, Damian Sibley, Martina Bent i Annick Boel. Niecałe trzy lata później, 8 kwietnia 2005 roku, jego rodzice rozwiedli się.
29 kwietnia 2008 roku Feliks otrzymał tytuł hrabiego Monpezat. Zaledwie miesiąc później, 24 maja 2008 roku, jego ojciec ożenił się z Marią Cavallier. Z tego małżeństwa książę ma przyrodniego brata, księcia Henryka, a także przyrodnią siostrę, księżniczkę Atenę.
28 września 2022 roku ogłoszono, że od początku następnego roku Feliks straci swoje prawo do posługiwania się tytułem Jego Wysokości księcia Danii. Zamiast tego będzie nazywany Jego Ekscelencją hrabią Monpezat. Decyzja królowej Małgorzaty II w tym zakresie była podyktowana jej chęcią „stworzenia ramy, dzięki której czwórka (jej) wnucząt będzie mogła w znacznie większym stopniu kształtować własne życie”. Spotkało się to jednak z dość ostrą reakcją matki Feliksa – Aleksandry Manley – która stwierdziła, że decyzja była „jak grom z jasnego nieba” i spowodowała, że jej dzieci poczuły się „wykluczone” i „nie mogą zrozumieć, dlaczego odbiera im się ich tożsamość”. W odpowiedzi na to rzeczniczka rodziny królewskiej, Lene Balleby, poinformowała, że debata nad odebraniem tytułów książęcych dzieciom księcia Joachima trwała od maja 2022 roku, a sam książę „był zaangażowany i w pełni informowany na każdym etapie tego procesu”.

## Tytulatura
22 lipca 2002 – 29 kwietnia 2008: Jego Wysokość książę Feliks
9 kwietnia 2008 – 1 stycznia 2023: Jego Wysokość książę Feliks, hrabia Monpezat
od 1 stycznia 2023: Jego Ekscelencja Feliks, hrabia Monpezat